# 徐穆 (萬曆進士)
徐穆（1565年—1624年），字欽之，號鐘汝，貴州銅仁府銅仁長官司民籍，江西撫州府臨川縣人，明朝政治人物。

## 生平
萬曆二十二年（1594年）甲午科雲南鄉試第二十二名舉人，二十九年（1601年）辛丑科三甲第一百二十六名進士。户部觀政，三十年授浙江崇德縣知縣，三十二年調河南原武縣知縣，有惠績，三十七年（1609年）升南京刑部主事，升員外郎、郎中，四十一年（1613年）出為興化府知府，四十六年（1618年）七月升雲南按察司副使、兵備瀾滄，天啟元年（1621年）十月升雲南布政使司參政、兵備瀾滄，三年（1623年）升雲南按察使，四年（1624年）卒於官，年六十。

## 著作
著有《閩游滇游詩草》二卷。

## 家族
曾祖徐杰；祖父徐宰，號北樓；父徐鶴年，號思樓。母陳氏（贈恭人）；繼母傅氏（封恭人）。兄徐和，弟徐為科、徐為稷、徐為稔。